# História de Luxemburgo
A História do Luxemburgo refere-se aos acontecimentos e percurso histórico da região onde se encontra hoje o estado do Luxemburgo.

## Até ao século XIX
Da Idade Média ao século XVIII a história registrada do grão-ducado do Luxemburgo começa com a construção do Castelo de Luxemburgo, durante a Idade Média. LPertence ao domínio lendário a afirmação de que Sigurdo, conde de Ardennes, construiu um pequeno forte nas redondezas de uma antiga fortaleza romana, chamado "Castellum Lucilinburhuc", num terreno que lhe fora dado por monges da Abadia de São Maximo, em 963.
Ao redor do forte cresceu uma vila, que se tornou um centro estratégico para França, Alemanha e Países Baixos. O forte de Luxemburgo, encravado numa grande pedra, foi constantemente sendo aumentado e fortalecido ao longo dos anos, por meio de sucessivos donos, entre eles os Bourbons, Habsburgos e os Hohenzollernes, que o tornaram uma das maiores fortalezas da Europa. Suas formidáveis muralhas e localização estratégica fizeram o forte ficar conhecido como o 'Gibraltar do norte'.
A Dinastia luxemburguesa forneceu vários imperadores ao Império Romano, reis da Boémia, além de arcebispos de Tréveris e Mogúncia. Desde a Baixa Idade Média até o Renascimento, Luxemburgo carregou diversos nomes, dependendo do autor que o cita, como Lucilinburhuc, Lutzburg, Lützelburg, Luccelemburc, Lichtburg, entre outros.
O Luxemburgo permaneceu como um condado independente do Império Romano até o ano de 1354, quando o imperador Carlos IV o elevou à categoria de ducado. Em 1437, a família que governava o ducado se extinguiu, e o castelo passou para as mãos dos Habsburgos. Depois de ser capturado por Filipe de Borgonha, o ducado se tornou uma província da Holanda. Com a morte de Maria de Borgonha, em 1482, todas as províncias holandesas passaram para o domínio dos Habsburgos.
Em 1684, o Luxemburgo foi invadido por Luís XIV, rei da França, causando alarde entre os vizinhos, e resultando na formação da Liga de Augsburg, em 1686. Na ulterior Guerra dos nove anos, a França foi forçada a desistir do controle sobre o ducado luxemburguês, que acabou retornando aos Habsburgos através do Tratado de Ryswick, em 1697. Durante o breve período de domínio francês, a fortaleza de Luxemburgo fora fortalecida pelo famoso engenheiro de defesa Vauban. O controle dos Habsburgos foi confirmado em 1715, sendo Luxemburgo integrado ao departamentos holandeses do sul da Europa. Após a Revolução Francesa, a França retomou novamente o domínio da região, incorporando-a ao Département des Forêts em 1795
O Luxemburgo permaneceu sob controle francês até a derrota de Napoleão, em 1815, quando o Congresso de Viena deu autonomia formal ao Luxemburgo. Foi elevado ao status de grão-ducado e colocado sob o jugo do rei da Holanda. Todavia, seu valor militar para os alemães foi um empecilho para que a lei fosse cumprida, e o grão-ducado ficou de fora do reino holandês. O forte foi tomado por forças prussianas, após a derrota de Napoleão, e Luxemburgo foi feito membro da Confederação Germânica, com a Prússia responsável por sua defesa.
O Luxemburgo tomou parte na Revolução belga, contra os holandeses. Entre 1830 e 1839 foi considerado uma província do novo Estado belga. Em 1839 Luxemburgo voltou a ser considerado um grão-ducado pelo Tratado de Londres, mas perdeu mais de metade de seu território para a Bélgica. A perda de terras onde predominava o francês fez Luxemburgo cair na esfera de influência germânica. Em 1842 o grão-ducado integrou-se ao Zollverein germânico, mas permaneceu por quase todo o século como uma nação subdesenvolvida e agrária. Como resultado, um em cada cinco habitantes emigrou para os Estados Unidos entre 1841 e 1891.
Somente em 1867 a independência do Luxemburgo foi formalmente ratificada, depois de enfrentar breves períodos turbulentos, causados por planos de anexação do Luxemburgo à Bélgica, França e Alemanha. A perpétua independência foi confirmada pelo segundo Tratado de Londres. As muralhas do forte foram derrubadas e a guarnição prussiana deixou o país.
O Luxemburgo permaneceu uma possessão dos reis holandeses até a morte de William III em 1890, quando o grão-ducado passou para as mãos de Casa de Nassau-Weilburg, devido à Lei Sálica.
Ilustres pessoas que visitaram Luxemburgo nos séculos XVIII e XIX incluem o poeta alemão Goethe, os escritores franceses Émile Zola e Victor Hugo, o compositor Franz Liszt e o pintor inglês Joseph Mallord William Turner.

## Século XX: Guerras
O país foi constantemente atacado pelos alemães durante todo o século XX.
Tropas alemãs invadiram o Luxemburgo em 1914, durante a Primeira Guerra Mundial, mas o governo e a grã-duquesa Marie-Adélaïde foram deixados no poder durante a ocupação (que se estendeu até 1918), suscitando acusações de colaboração aos impérios centrais pela França. O país foi libertado por tropas francesas e estadunidenses. Duas divisões militares estadunidenses se fixaram na região durante os anos seguintes à guerra. Durante a Conferência de Paz de Paris, a reivindicação belga ao Estado luxemburguês foi rejeitada e sua independência reafirmada.
Durante a década de 1930 a situação interna estava deteriorada. O governo tentava conter os tumultos comunistas nos bairros industriais, e tinha uma política pró-nazismo, o que levou a muitas críticas. As tentativas de reprimir as sublevações comunistas levaram ao Maulkorbgesetz, ou lei da mordaça, votada num referendo e dirigida à imprensa.
Durante a Segunda Guerra Mundial, uma segunda invasão alemã, levada a cabo no dia 10 de maio de 1940, aboliu o governo e a monarquia, levando muitos destes a se exilarem em Londres, de onde a Grã-duquesa Charlotte mandava votos de esperança ao povo luxemburguês. O Estado foi mantido sob ocupação militar até agosto de 1942, quando foi formalmente incorporado ao Terceiro Reich como parte da província de Moselland. Luxemburgueses foram declarados cidadãos alemães e 13000 deles chamados para o serviço militar. 2848 luxemburgueses acabaram morrendo lutando pelo exército alemão. Medidas tomadas pelos alemães para sufocar quaisquer sentimentos nacionalistas luxemburgueses encontraram a princípio resistência passiva, como o Spéngelskrich (lit. "Guerra dos Alfinetes"), e a recusa em se falar alemão. Como a língua francesa era proibida, muitos redescobriram velhos termos luxemburgueses, o que levou a um renascimento da língua. Algumas medidas tomadas pelos alemães para cercear a resistência incluíram deportação, trabalho forçado, alistamento militar compulsório e, mais drasticamente, internação, deportação para campos de concentração e execução. Esta última media foi instituída após a greve geral de 1 de setembro a 3 de setembro de 1942, que paralisou o governo, agricultura, indústria e educação, numa resposta ao alistamento militar obrigatório exigido pela administração alemã em 30 de agosto de 1942. A greve foi duramente reprimida: 21 grevistas foram executados e centenas foram deportados para campos de concentração. O então comandante civil de Luxemburgo, gauleiter Gustav Simon havia declarado o alistamento necessário para suportar os esforços de guerra alemães. Foi uma das duas únicas greves contra a máquina de guerra alemã em toda a Europa Ocidental.
As forças dos Estados Unidos libertaram o Luxemburgo em setembro de 1944 mas os alemães embora tenham sido obrigados a retroceder por algumas semanas devido à ofensiva das Ardenas, em que tropas alemãs reocuparam o norte de Luxemburgo. Em janeiro de 1945 os alemães foram finalmente expulsos. Numa população de 293.000 luxemburgueses, 5259 perderam suas vidas durante a guerra.

## Após a Segunda Guerra Mundial
Após a Segunda Guerra Mundial o Luxemburgo abandonou sua antiga política de neutralidade, sendo um dos membros fundadores da OTAN e da Organização das Nações Unidas. É também país signatário do Tratado de Roma, constituiu uma unidade monetária com a Bélgica em 1948 e união econômica com Bélgica e Holanda, o chamado Benelux.
O Luxemburgo tem sido um dos mais fortes defensores da União Europeia. Em 1957, o Luxemburgo se tornou um dos seis países fundadores da Comunidade Econômica Europeia (mais tarde União Europeia), e em 1999 entrou para a zona do euro.
Em 1995 teve a honra de fornecer à Comissão Europeia o presidente Jacques Santer.
O atual primeiro-ministro, Jean-Claude Juncker, segue a tradição europeia. Em 10 de setembro de 2004, Juncker se tornou o presidente do grupo de ministros de finanças dos 12 países que compartilham o euro, função batizada de "Mr. Euro".
O atual soberano é o grão-duque Henri. O pai de Henri, grão-duque Jean, sucedeu à sua mãe, grã-duquesa Charlotte, em 12 de novembro de 1964. Henri foi apontando como representante substituto de seu pai em 4 de março de 1998.
Em 24 de dezembro de 1999, o primeiro-ministro Juncker anunciou a decisão do grão-duque Jean em abdicar do trono em favor do príncipe Henri. No dia 7 de outubro de 2000, Henri assumiu o título e deveres de grão-duque do Luxemburgo.